# 墨麟
墨麟（？—1406年），字士桢，陕西高陵县郭下里（今药惠乡）人。明初政治人物。

## 生平
洪武十七年（1384年）中举人。任福建道、北平道监察御史，升北平按察司副使。
建文初，朱棣“靖难”南征，墨麟守北平，招复士卒，借兵北狄，皆有成效。升刑部右侍郎，为官公正，不徇私情。转兵部右侍郎。永乐四年（1406年）卒官。谥荣毅。

## 佚事
《雙槐歲鈔》載墨麟任刑部侍郎，好折獄囚手指，後來身患瘡腫，臂指斷落而死之奇事。